# Aerovías
Aerovías era una compagnia aerea privata di trasporto passeggeri e merci con sede nell'aeroporto internazionale La Aurora del Guatemala fondata da Jimmy K Hall. Era la prima compagnia aerea privata del Guatemala e fu operativa tra il 1977 e il 1998. Mentre uno dei suoi aerei Heralds 206 era chiuso in un hangar all'aeroporto internazionale La Aurora, i suoi due Aérospatiale N 262 passarono alla RACSA.

## Flotta
- 2 Handley Page Herald 206 1988 TG-ASA; 1987 TG-AZE
- 1 Lockheed L-188 Electra TG-ANP
- 1 Douglas DC-6, 1987 TG-CGO
- 1 Boeing 727-100, 1992 TG-LKA
- 1 Boeing 727-100F, 1992 TG-ANP (noleggiato da Corsair)
- 1 Boeing 737-200, 1992 TG-ANP
- 2 Aérospatiale N 262, 1994 TG-ANP; 1997 TG-NTR
- 1 Sud Aviation Caravelle, 1986 HC-BAE (noleggiato da SAETA)

## Destinazioni
- Aeroporto Internazionale Mundo Maya di Flores

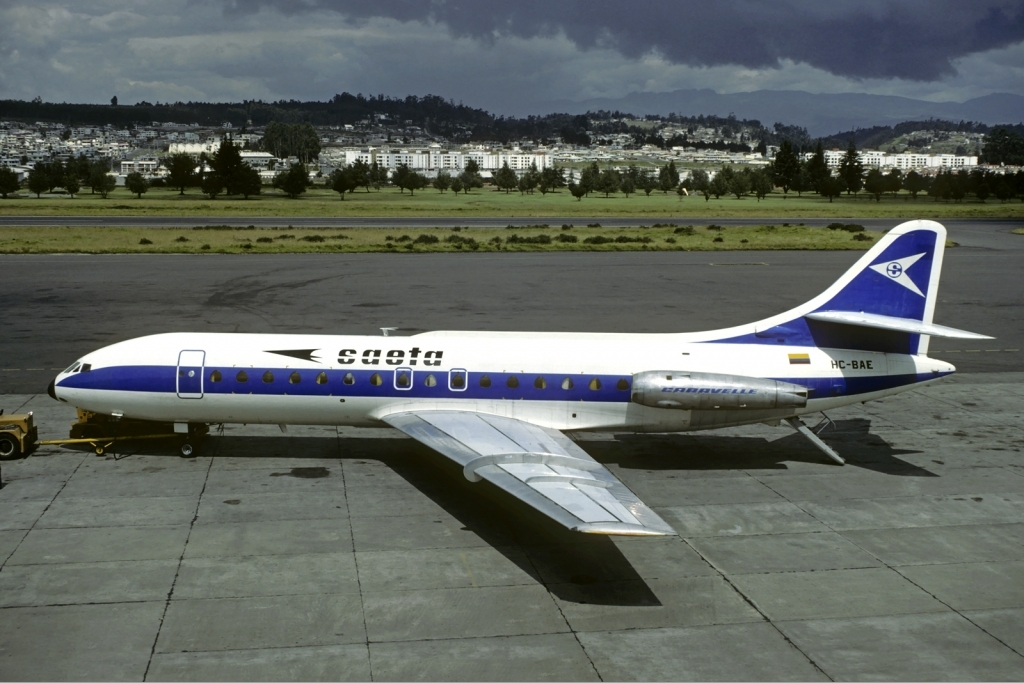
L'aereo coinvolto nella tragedia.

- Aeroporto Internazionale di Cancún
- Aeroporto Internazionale di Miami (solo merci)
- Aeroporto Internazionale Philip S. W. Goldson di Belize

## Incidenti
- 18 gennaio 1986: Un Sud Aviation Caravelle temporaneamente affittato dalla compagnia aerea ecuadoriana SAETA, codice di reg. HC-BAE, si schiantò dopo due mancati avvicinamenti nella giungla, uccidendo tutti gli 87 occupanti a bordo. Il volo era partito da Città del Guatemala e doveva atterrare all'aeroporto internazionale Mundo Maya, nel dipartimento settentrionale di Petén. Ad oggi rimane il peggior incidente aereo in Guatemala.